# Mimegralla subfasciata
Mimegralla subfasciata är en tvåvingeart som beskrevs av Willi Hennig 1935. Mimegralla subfasciata ingår i släktet Mimegralla och familjen skridflugor. Inga underarter finns listade i Catalogue of Life.